# Тео Ернандес
Тео Ернандес (фр. Theo Hernández, нар. 6 жовтня 1997, Марсель) — французький футболіст, лівий захисник клубу Аль-Гіляль та національної збірної Франції.

## Клубна кар'єра

### Ранні роки
Народився 6 жовтня 1997 року в місті Марсель у родині футболіста Жана-Франсуа Ернандеса, який на той момент виступав за «Марсель». Незабаром батько переїхав виступати в Іспанію і Тео поїхав разом з ним, де і почав займатись футболом у клубах «Райо Махадаонда» та «Атлетіко».
У 2015 році він був переведений у другу команду «Атлетіко», з яку у сезоні 2015/16 зіграв 9 матчів у Терсері. 5 лютого 2016 року Ернандес вперше потрапив до заявки основної команди на матч чемпіонату Іспанії проти «Ейбара», проте на поле так і не вийшов.
4 серпня 2016 року Тео продовжив контракт з «Атлетіко» і вирушив в оренду на один рік в «Алавес». Його дебют за новий клуб у Ла Лізі відбувся 28 серпня 2016 року в матчі проти хіхонського «Спортінга». 7 травня 2017 року Ернандес забив перший м'яч у кар'єрі, принісши перемогу «Алавесу» над «Атлетіком». У складі баскського клубу Тео дійшов до фіналу Кубка Іспанії, де він забив єдиний гол у ворота «Барселони» (1:3).

### «Реал»
5 липня 2017 року було оголошено про перехід Ернандеса в «Реал Мадрид», який підписав контракт з гравцем на шість років. Відступні за Ернандеса в контракті з «Атлетіко» становили 24 мільйони євро, проте «королівський клуб» з метою зниження напруги між клубами заплатив за нього 26 мільйонів євро в чотири транші. 10 липня Тео був офіційно представлений як гравець «Реала».
8 серпня 2017 року виграв свій перший трофей у складі «Реала» — Суперкубок УЄФА 2017. Тео провів цей поєдинок на лаві запасних, але отримав медаль як переможець турніру.
17 серпня 2017 року відбувся дебют Тео в офіційному матчі за «Реал Мадрид». Він вийшов на поле на 75-ій хвилині матчу за Суперкубок Іспанії, замінивши Марко Асенсіо, а також виграв свій другий трофей як гравець «Реала» за короткий термін. Загалом відіграв за королівський клуб 23 офіційні матчі, з них 13 в національному чемпіонаті. Сезон 2018/19 провів в оренді в іншому клубі Ла-Ліги «Реал Сосьєдад».

### «Мілан»
6 липня 2019 року перейшов до «Мілана». Россонері заплатили за футболіста 20 мільйонів євро.

## Виступи за збірні
2015 року дебютував у складі юнацької збірної Франції, взяв участь у 13 іграх на юнацькому рівні.
2016 року залучався до складу молодіжної збірної Франції. На молодіжному рівні зіграв у 3 офіційних матчах, забив 1 гол.

## Статистика виступів

### Статистика клубних виступів
Станом на 25 травня 2024 року
| Сезон             | Команда             | Чемпіонат         | Чемпіонат | Чемпіонат | Національний кубок | Національний кубок | Національний кубок | Континентальні кубки | Континентальні кубки | Континентальні кубки | Інші змагання | Інші змагання | Інші змагання | Усього за | Усього за |
| Сезон             | Команда             | Ліга              | Ігор      | Голів     | Ліга               | Ігор               | Голів              | Ліга                 | Ігор                 | Голів                | Ліга          | Ігор          | Голів         | Ігор      | Голів     |
| ----------------- | ------------------- | ----------------- | --------- | --------- | ------------------ | ------------------ | ------------------ | -------------------- | -------------------- | -------------------- | ------------- | ------------- | ------------- | --------- | --------- |
| 2015–16           | «Атлетіко Мадрид Б» | ТД (IV)           | 10        | 0         | -                  | -                  | -                  | -                    | -                    | -                    | -             | -             | -             | 10        | 0         |
| 2016–17           | «Алавес»            | ЛЛ                | 31        | 1         | КІ                 | 6                  | 1                  | -                    | -                    | -                    | -             | -             | -             | 36        | 2         |
| 2017–18           | «Реал Мадрид»       | ЛЛ                | 13        | 0         | КІ                 | 6                  | 0                  | ЛЧ                   | 3                    | 0                    | СУ+СІ+КЧС     | 0+1+0         | 0             | 23        | 0         |
| 2018–19           | «Реал Сосьєдад»     | ЛЛ                | 24        | 1         | КІ                 | 4                  | 0                  | -                    | -                    | -                    | -             | -             | -             | 28        | 1         |
| 2019–20           | «Мілан»             | A                 | 33        | 6         | КІ                 | 3                  | 1                  | -                    | -                    | -                    | -             | -             | -             | 36        | 7         |
| 2020–21           | «Мілан»             | A                 | 33        | 7         | КІ                 | 2                  | 0                  | ЛЄ                   | 10                   | 1                    | -             | -             | -             | 45        | 8         |
| 2021–22           | «Мілан»             | A                 | 32        | 5         | КІ                 | 4                  | 0                  | ЛЧ                   | 5                    | 0                    | -             | -             | -             | 41        | 5         |
| 2022–23           | «Мілан»             | A                 | 32        | 4         | КІ                 | 1                  | 0                  | ЛЧ                   | 11                   | 0                    | СІ            | 1             | 0             | 45        | 4         |
| 2023–24           | «Мілан»             | A                 | 32        | 5         | КІ                 | 2                  | 0                  | ЛЧ+ЛЄ                | 6+6                  | 0                    | -             | -             | -             | 46        | 5         |
| Усього за «Мілан» | Усього за «Мілан»   | Усього за «Мілан» | 162       | 27        |                    | 12                 | 1                  |                      | 38                   | 1                    |               | 1             | 0             | 213       | 29        |
| Усього за кар'єру | Усього за кар'єру   | Усього за кар'єру | 241       | 29        |                    | 28                 | 1                  |                      | 41                   | 1                    |               | 2             | 0             | 312       | 32        |

### Статистика виступів за збірні
Станом на 14 грудня 2022 року